# 大北勢
大北勢，是台灣雲林縣斗六市的一個傳統地域名稱，位於該市西北部。相較於今日行政區，其範圍大致包括虎溪里西半部、保庄里西部北側邊界地帶、長平里不含東南端及西南端及西端中段，以及斗南鎮的田頭里東北端凸出部分。

## 歷史
台灣清治末期至日治初期，大北勢地區為一街庄，稱為「大北勢庄」，隸屬於斗六堡。該庄北與惠來厝庄、大埔尾庄為鄰，東與保長廍庄為鄰，南邊為九老爺庄，西邊為田頭庄。
1901年（日治明治三十四年）11月，全台廢縣廳改設二十廳，該庄隸屬於斗六廳。1903年（明治三十六年）6月，該庄編入「斗六區」，隸屬於斗六廳。1909年（明治四十二年）10月，合併二十廳為十二廳，斗六區改隸屬於嘉義廳。1920年（大正九年），全台地方制度大改正，廢十二廳改設五州二廳，該庄改制為「大北勢」大字，隸屬於臺南州斗六郡斗六街。
戰後斗六街改制為斗六鎮，隸屬於臺南縣，大字亦改制為里。1946年8月，斗六、林內分治，本地區仍隸屬斗六鎮。1950年10月，雲、嘉、南分治，斗六鎮改隸屬雲林縣。1981年，斗六鎮升格為縣轄斗六市。

## 聚落
本地區發展較早的聚落有甲六埤、大北勢、北勢、石林仔頭（石厝林仔頭）等，在日治期初期的官方地圖上已有記載。此外，本地區尚有崙仔聚落。

## 交通
台鐵縱貫線是台灣西部南北鐵路幹線，大致以東北微東—西南微西走向經過大北勢地區南部邊界地帶。東北側最近的車站是斗六車站，屬一等站，除部分普悠瑪號、自強號外，其餘列車皆停靠；西南側最近的是斗南車站，屬二等站，停靠部分自強號及全部的莒光號及區間車。由此等可前往台鐵沿線各站。
省道台1丁線（雲林路三段）是莿桐經斗六至斗南的幹道，大致以東北微東—西南微西走向經過本地區南部邊界外緣，並位於鐵路南側。由該道路向東北微北轉東北經斗六市中心轉西北再轉北北西可前往保長廍東北部、竹圍子西南端、大埔尾、樹子腳西南端、莿桐市區南側並止於省道台1線路口；向西南微西可前往新庄並止於其西部邊界地帶的省道台1線另一路口（斗南市區北郊）。
鄉道雲78線（嘉祿路、興農路）是苓德（苦苓腳）至虎溪（虎尾溪）的道路，大致以西南西—東北東走向由本地區西部邊界中央偏北處入境後，經鄉道雲81線起點路口後續行，至甲六埤聚落轉東北婉蜒而行，經科工七路路口後轉東北東，經鄉道雲79線起點路口後轉北北東再繞彎道轉東，至本地區東部邊界轉東北沿邊界行一小段路後，轉東南東出境。由該道路向西南西可前往田頭北部的苦苓腳聚落並止於其西南郊的省道台1線路口；向東南東轉東北東再轉東可前往保長廍地區北部虎尾溪聚落東北側並止於省道台1丁線路口。
鄉道雲79線是崙仔至大北勢的道路，全線位於本地區境內，其北側端點（起點）位於本地區中部偏東北崙仔聚落的鄉道雲78線路口。由此向南南西直行，經鄉道雲80-1線起點路口後續直行，可前往大北勢聚落東側並止於鄉道雲80線路口。
鄉道雲80線（長平路、保長路）是田頭至斗六的道路，大致以西南西—東北東走向由本地區西部邊界中央偏南處入境後轉東微北，至大北勢聚落經鄉道雲79線路口轉東北微東，出聚落後過芭蕉溪大北勢橋轉東北東，經鄉道雲79線終點路口後續直行以至出境。由該道路向西南西可前往田頭並止於省道台1線路口；向東北東轉東微南可前往保長廍南部並止於其東南部邊界的省道台1丁線路口。
鄉道雲80-1線（科工七路、科工十八路）是崙仔至保長廍的道路，其西側端點（起點）位於本地區中部偏東北的鄉道雲79線路口（崙仔聚落東南郊）。由此向東微北直行，至位於本地區東部邊界的路底轉南南東沿邊界而行，其後轉東南出境後，繞大彎轉南微西至轉東北東可前往保長廍鄉道雲80線、外環道（明德北路三段）路口北側約70公尺處。
鄉道雲81線（長林路）是甲六埤至瓦厝仔的道路，其北側端點（起點）位於本地區西部略偏北的鄉道雲78線路口（甲六埤聚落西南西郊）。由此向南南東直行，至大北勢聚落西北郊轉南南西再轉東南東，至聚落西側轉南南東再繞彎道轉東北東再繞大彎轉南南東，經鄉道雲80線路口後續行，出聚落後續向南南東蜿蜓而行，經石厝林仔頭聚落後續直行，出境後可前往九老爺、溝子垻地區西部的瓦厝子聚落並止於鄉道雲82線路口。

## 產業
- 雲林科技工業園區